# Миннигулово
Миннигулово (тат. Миңлегол) — деревня в Бавлинском районе Татарстана, входит в состав Тумбарлинского сельского поселения.

## География
Деревня расположена на реке Тумбарлинка, в 10 км к югу от г. Бавлы.

## История
Деревня Миннигулово основана примерно в 1885 г. выходцами из деревни Татарская Тумбарла. В этот период земельный надел сельской общины составлял 150 десятин. 
До 1920 года село входило в Бавлинскую волость Бугульминского уезда Самарской губернии. С 1920 года в составе Бугульминского кантона ТАССР. С 10.8.1930 г. в Бавлинском, с 1.2.1963 г. в Бугульминском, с 12.1.1965 г. в Бавлинском районах. Ныне входит в состав Тумбарлинского сельского поселения.
В 1931 г. в деревне совместно с деревней Шамаево организован колхоз им. Нариманова, в 1946 г. деревня выделилась в самостоятельный колхоз им. Булатова. Рядом с деревней построен 
Миннигуловский водозабор, снабжающий г. Бавлы водой. Жители работают преимущественно ООО "Берлек", занимаются полеводством, овцеводством.

## Население
| 1889 | 1910 | 1920 | 1926 | 1938 | 1949 | 1958 | 1970 | 1979 | 1989 | 2002 | 2010 | 2015      |
| ---- | ---- | ---- | ---- | ---- | ---- | ---- | ---- | ---- | ---- | ---- | ---- | --------- |
| 62   | 139  | 131  | 211  | 141  | 151  | 139  | 113  | 90   | 51   | 54   | 50   | 41 татары |